# El misantrop
El misantrop és una comèdia teatral escrita per Molière el 1666. Es va estrenar per primer cop el 4 de juny de 1666 al Théâtre du Palais-Royal de París. Els temes de l'obra són la hipocresia de la societat aristocràtica, en aquest cas francesa; els defectes humans, que mostra detalladament en els personatges, i els problemes de la societat.
Quan Molière la va escriure,es trobava en males condicions: estava malalt i va ser abandonat per la seva dona. Aquests fets van dur Molière a escriure aquest drama en el qual es reflecteix la contrarietat i el descontentament amb el gènere humà i la societat del moment.
Molière va voler fer una comèdia on plasmar allò que considerava mals de la societat en què vivia, els «mals del segle». Així, va concebre uns personatges que mostressin les virtuts i els defectes de l’època i d'aquesta manera, a través de les diferents personalitats, poder retratar la societat en què viuen.
Molière havia tingut molts problemes a causa de la publicació de Tartuf i Don Joan, que van ser prohibits pel govern francès. És per això que no se sap si el personatge principal, Arnau, ha de ser concebut com un heroi per la seva honestedat o un ximple per tenir un punt de vista idealitzat i poc realista de la societat. Molière va rebre moltes crítiques per la seva obra El misantrop.

## Estructura
L'obra està escrita en vers i consta de cinc actes. El context temporal no arriba a un dia sencer i el context de lloc és un únic escenari: la casa de Célimène, a París.

## Personatges
- Alceste: protagonista de l'obra i enamorat de Célimène. Defensor de la franquesa i l'honestedat, virtuts que considera absents en la seva societat, expressa un profund malestar per la seva època, enviciada en la hipocresia i la falsedat. Això desperta en ell una misantropia que el fa desitjar viure allunyat de la humanitat. Però se sent atret per Célimène.
- Philinte: amic d'Alceste i enamorat d'Oriana. Home bo i amic fidel. Tolerant i comprensiu, es fa càrrec de l'afany d'honestedat d'Alceste, però el considera massa instransigent; sap que per viure en societat cal fer concessions.
- Célimène: dona jove i bella, vídua, de la qual està enamorat Alceste, sempre envoltada de pretendents. Aquesta atracció representa un conflicte per a Alceste, perquè ella no coincideix amb les exigències d'honestedat i franquesa que considera pròpies de les persones virtuoses. L'amor per ell, no sempre es manifesta prou clarament i es deixa festejar amb cortesia pels que la pretenen.
- Oronteː Jove poeta cortesà, que busca l'aprovació literària d'Alceste, a qui admira per la seva franquesa. Quan aquest li diu la seva sincera opinió, negativa, el jove poeta s'ofèn.
- Élianteː Cosina de Célimène, bona i honesta. Enamorada d'Alceste, al final cedeix al festeig de Philinte.

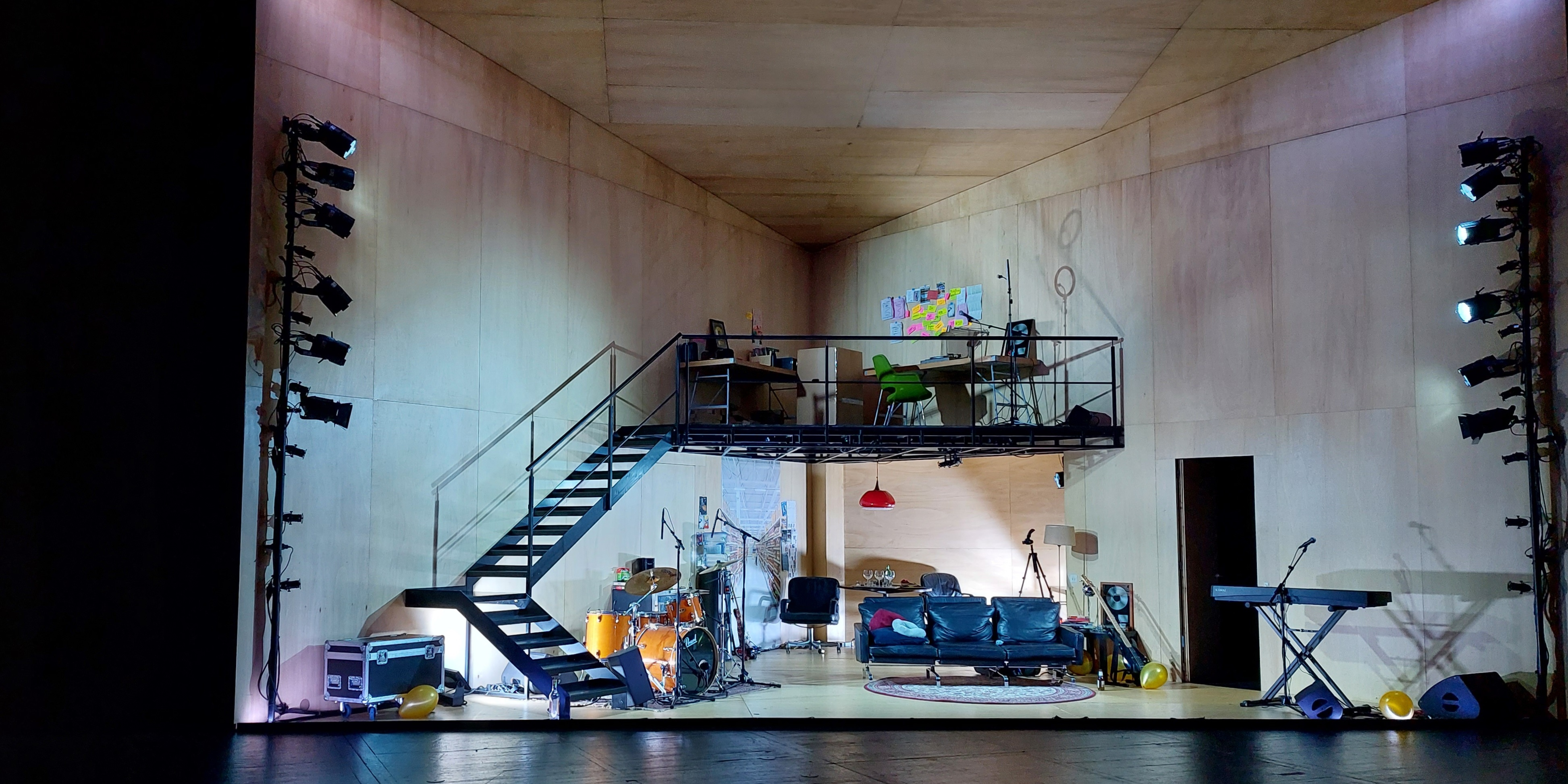
El misantrop, al Teatre Lliure, 2024-25. Escenografia d'Alejandro Andújar

- El misantrop, al Teatre Lliure, 2024-25. Escenografia d'Alejandro AndújarArsinoé: Dona gran enamorada d'Alceste i gelosa de l'atenció d'Alceste cap a Célimène, de qui és el personatge antagònic.
- Acaste: Noble que forma part dels pretendents d'Célimène.
- Clitandreː Marquès, pretendent de Célimène.

- Bascː Criat de Célimène, que apareix per anunciar l'arribada d'altres personatges.

- Du Boisː Criat d'Alceste.
- Un guàrdia de la policia francesa que arriba a buscar Alceste per comunicar-li problemes amb la justícia.

## Argument
Al contrari de la resta de gent, Alceste rebutja tota mena de compliments i les convencions socials en una França noble, en ple segle xvii. El seu tarannà el fa impopular i es lamenta del seu aïllament d'un món que veu superficial i fals.
Malgrat les seves conviccions, Alceste no pot deixar d'estimar Célimène, una noia enginyosa i frívola que Alceste menysprea però que li té el cor robat. Tot i les constants disputes entre ells, Alceste li demana que es casi amb ell, a la qual cosa ella acceptaria, tot i que ell vol viure una vida senzilla i tranquil·la, mentre que ella no pot abandonar la societat alegre i frívola en què viu.